# Manfred Spies (Grafiker)

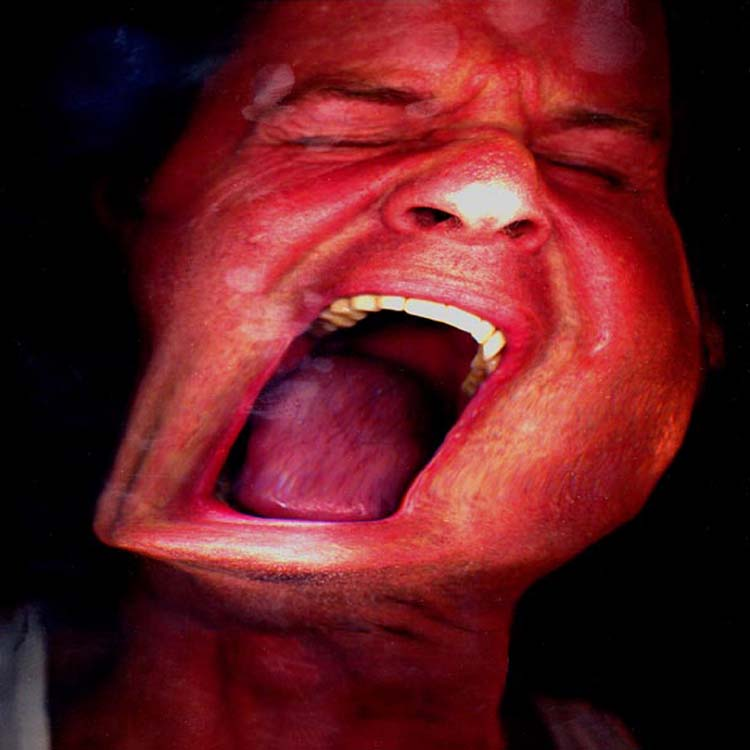
Selbstporträt (2006)

Manfred Spies (* 6. Mai 1941 in Düsseldorf) ist ein deutscher Künstler und Grafikdesigner.

## Leben und Werk
Wie sein Klassenkamerad Sigmar Polke verließ Spies vor dem Abitur das Gymnasium. In den 1960er Jahren studierte er an der Essen Folkwang-Schule für Gestaltung. Von 1965 bis 1967 war er deren AStA-Vorsitzender. Von 1965 bis 1970 schuf er Konzert- und Theaterplakate. Gleichzeitig beschäftigte er sich mit Op Art und produzierte Siebdrucke und Lichtobjekte. In den 1970er Jahren wurde Spies bundesweit durch provokante Plakate und Kunstaktionen bekannt. Er setzte sich seit den späten 1960er Jahren kritisch u. a. mit dem Kunstmarkt („Kunst kommt von Verkaufen“), mit der katholischen Sexuallehre, mit der Meinungsfreiheit („Die Freiheit lebt in Quarantäne“), Ausländerfeindschaft, Pornographie und mit der Gewalt in der bundesdeutschen Gesellschaft („Töte den Bullen - in dir!“) auseinander. Spies nutzte dabei seit 1976 vor allem das Medium der Großplakatwand. Er mietete und bezahlte die öffentlich zugänglichen Flächen selbst und gestaltete sie mit über 500 Motiven, die er „Denkanschläge“  nannte. Dieses öffentliche Einmischen brachte ihm 16 Ermittlungsverfahren und Prozesse sowie Morddrohungen. Es ging immer um den Art. 5 GG. Anzeigeerstatter waren Politiker, Gewerkschafter (Heinz Oskar Vetter), Medien und Privatleute. Die Ermittlungsverfahren wurden alle eingestellt, die Prozesse gewann Spies ausnahmslos. Die Resonanz in Funk, Fernsehen und Presse war inzwischen unübersehbar. Als Spies 1986 in Düsseldorf illegal 174 Großflächen mit Reemtsma-Werbung („Ich rauche gern“) mit dem Wort „huste“ überklebte, wagte der Tabakkonzern kein Strafverfahren gegen Spies.
Spies war von 1976 bis 2004 Mitglied im Bundesverband Bildender Künstlerinnen und Künstler, dessen Vorsitzender in Düsseldorf er von 1977 bis 1979 war. Nach einer Augenoperation (Mikroangiopathie) prophezeite ihm der Chefarzt eine Erblindung in zwei Jahren. Spies gab seine kreative Arbeit auf und gründete 1982 die Szenekneipe „Tannenbaum“ in Düsseldorf-Derendorf. Er veranstaltete von 1982 bis 1996 in der angeschlossenen, gleichnamigen Galerie Ausstellungen. Das Karriereende von Spies beruhte auf einem Diagnosefehler. Spies arbeitet seit dem Verkauf der Kneipe 1998 zurückgezogen als Künstler, Designer und Autor. Er lebt seit 2009 abwechselnd in Düsseldorf und in Pak Chong, Thailand.

## Ausstellungen
Einzelausstellungen
- 1968 Gewürfelte Bilder. Galerie artinart, London
- 1970 „Information art“. Düsseldorf
- 1971 Theaterplakate. Bremen
- 1974 "König Fußball". Haus am Lützowplatz, Berlin
- 1975 Galerie Vieler und Bender, Düsseldorf
- 1978 Galerie Osterwalder, Hamburg
  - SPD-Zentrale, Düsseldorf
- 1997 „Kleine Freiheit Düsseldorf“. Stadtmuseum Düsseldorf

Gruppenausstellungen
- 1967 Essen, Baedecker
- 1973 Theaterplakate. Theatermuseum, Essen
- 1974 Plakate. Kunstmarkt, Göttingen
- 1975 "Gegen den Strom". Haus der Loge, Düsseldorf
- 1976 „Nachbarschaft“, Kunsthalle Düsseldorf
- 1979 „Kunst und Öffentlichkeit“. IX. IAA-Kongress (International Association of Art), Stuttgart
  - „Kyncl/Spies“. Villa Engelhardt, Düsseldorf
- 1981 „Zitate“. Kunstsammlung Nordrhein-Westfalen, Düsseldorf
  - „Jahresausstellung Düsseldorfer Künstler“, Kunstpalast, Düsseldorf
- 1983 „Karikatur, Satire, Ironie“. Landtag NRW, Düsseldorf
- 1985 „Nehmen Sie DADA ernst!“. Kunstmuseum, Düsseldorf
- 1987 „Künstler sehen Europa“, Plakatwand-Aktion von 15 Künstlern in 12 Städten Europas
- 1988 „Begegnungen“. Kunstpalast, Vilnius
- 1989 „40 Jahre BRD“. Rheinaue, Bonn
  - „XI Design in Deutschland“, Inter Nationes, Bonn
- 1990 „Junges Rheinland – eine Friedensidee“. Stadtmuseum Düsseldorf, Bonn, Moskau
- 1993 „Parallelaktion“, 25 Jahre Kunst in NRW, Städt. Galerie Schloss Oberhausen

## Aktionen
- 1976 Plakatierung „Kunst kommt von Verkaufen“ als Auftakt von über 500 „Denkanschlägen“ in der Öffentlichkeit, Düsseldorf.  Es folgten Aktionen in Köln, Essen, Duisburg, Viersen, Münster, Hannover, Frankfurt, Schwäbisch Gmünd, Stuttgart, Bremen, Hamburg, Berlin, Kassel, Mettmann und an weiteren Orten.

- 1981 Blut-Aktion. Heinrich-Heine-Universität Düsseldorf
  - „Why don´t we do it in the street?“, Tübingen
- 1982 „Türkenwitz“, Aktion im Freigelände documenta 7, Kassel

## Schriften
- Manfred Spies: Denk-Anschläge. Eine Dokumentation. Bensheim: päd.-extra-Buchverlag 1980 ISBN 3-921450-87-X
- 1982–1989, „Tannennadel“, sporadisch erschienene, kritische Beiträge in einer Publikation des „Tannenbaum“
- 1982–1998, „klartext“, sporadisch erschienene Beiträge im „biograph - Kultur für Düsseldorf“, Düsseldorf